# Háromkerekű gépkocsi

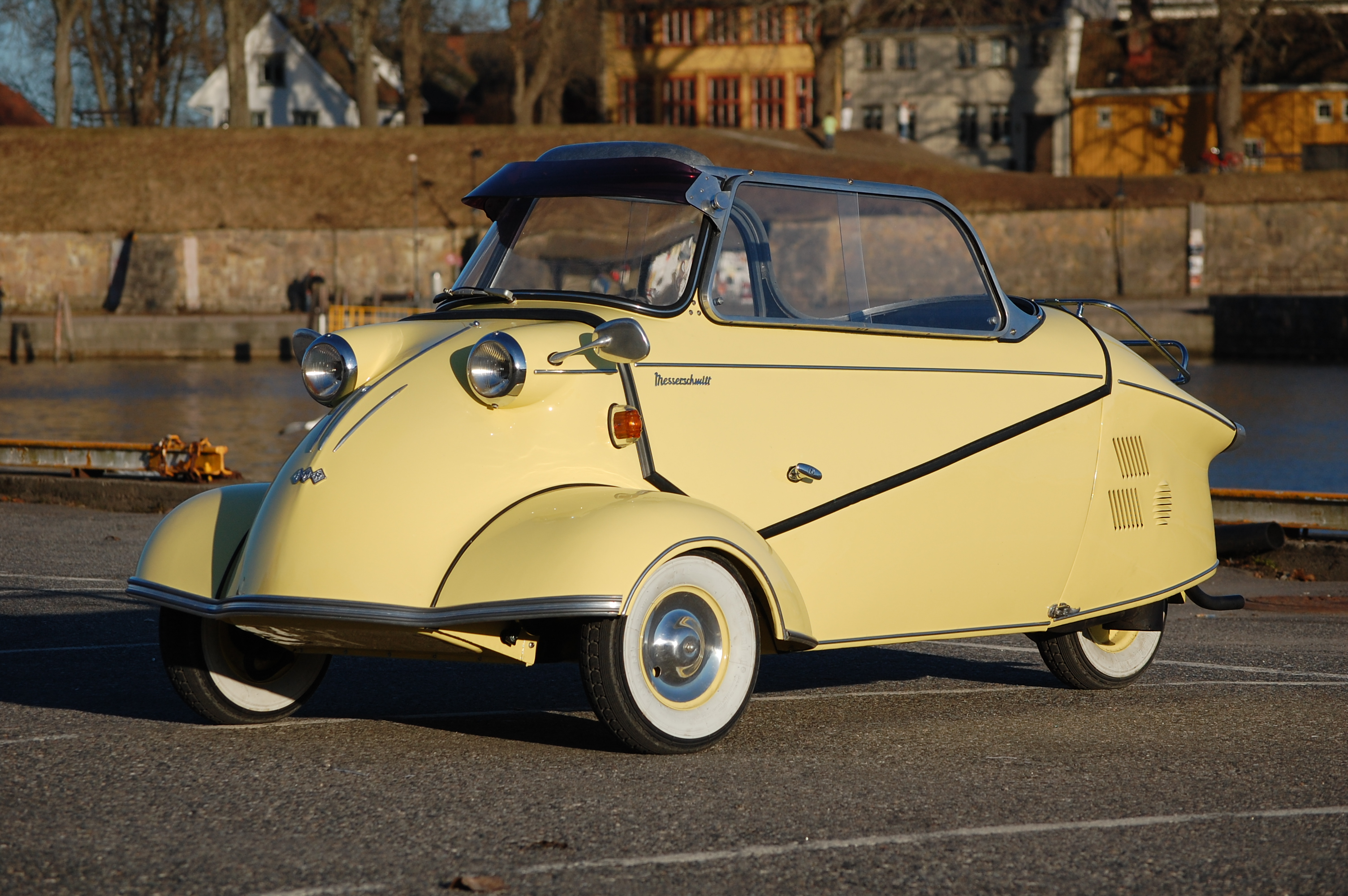
Messerschmitt KR200

A háromkerekű gépkocsi általában olcsóbb, mozgékony, kis fordulókör-átmérőjű gépkocsi, amelynél vagy elöl egy, hátul két kerék, vagy elöl kettő és hátul egy kerék található, ezáltal három nyomon haladó jármű. Sportcélokra kivételesen használták (Morgan). Kis áruszállítóként az olasz Vespa (Piaggio) és az angol Robin a legnevezetesebb.
A KRESZ jelenlegi (2017 eleje) szabályai szerint minden háromkerekű motoros jármű vagy segédmotoros kerékpár (L2e kategória), vagy motoros tricikli (L5e kategória) kategóriába tartozik. (Az oldalkocsis motorkerékpár nem tartozik ide, mivel annak oldalkocsija a motor „utánfutójaként” funkcionál, így lényegében járműszerelvény.)
A három nyomon haladó jármű kanyarban hajlamos „két kerékre állni”; rossz minőségű úton pedig nehezen lehet vele a kátyúkat kikerülgetni.

## Történetük
Karl Benznek, a világ első autójaként számontartott autójának három kereke volt csupán, amiképp számos korai autónak is. A háromkerekű járművek gyártása az első világháború utáni években kezdődött, amikor a gyártók keresték és a piac igényelte az egyszerű, olcsó konstrukciókat. Kiemelkedő sporteredményeket is elért az angol Morgan típusú háromkerekű, melyet J. A. P. gyártmányú motorkerékpár-motor hajtott.
A két világháború közötti gazdasági válság, a vásárlóerő csökkenése és a nyersanyaghiány miatt több háromkerekű jármű jelent meg, pl. a német Tempo, Thesi, Mops, Hercules, Framo Stromer, valamint a csehszlovák Tatra és a Walter.

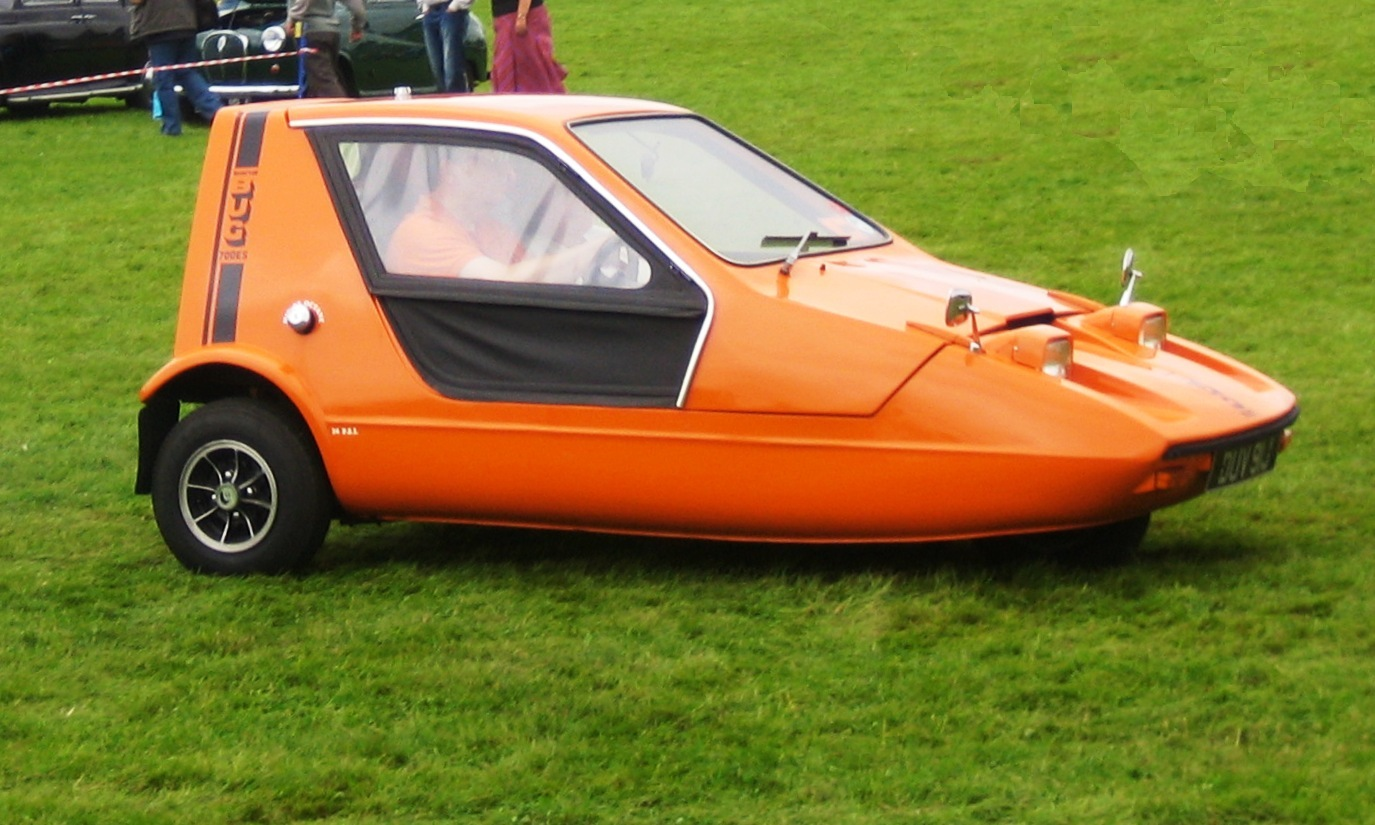
Bond Bug, egy populárisan népszerű háromkerekű az 1970-es évekből

A második világháború után újból elkezdték a háromkerekűek gyártását. Erre a döntésre a nyersanyaghiány, gyenge vásárlóerő és a szerény műszaki háttér kényszeríttette a gyártókat. Ebből a korszakból a német Messerschmitt KR200et, a Heinkel Kabinét és a spanyol Davidot említhetjük meg, de sok más gyártó is készített ilyen autókat. A BMW Isetta eredetileg szintén négykerekű autó, aminek közvetlenül egymás mellett helyezkedtek el a hátsó kerekei egy keskeny meghajtott tengelyen, de bizonyos országokban, mint pl. Nagy-Britannia adózási okokból ezt egy meghajtott kerékre változtatták, így ott háromkerekűvé vált. Magyarországon a legismertebb háromkerekű a csehszlovák gyártmányú, mozgássérültek által vásárolható Velorex ("bőregér") volt. Ma elsősorban az olasz Piaggio háromkerekű kis áruszállítói vannak nálunk forgalomban. 

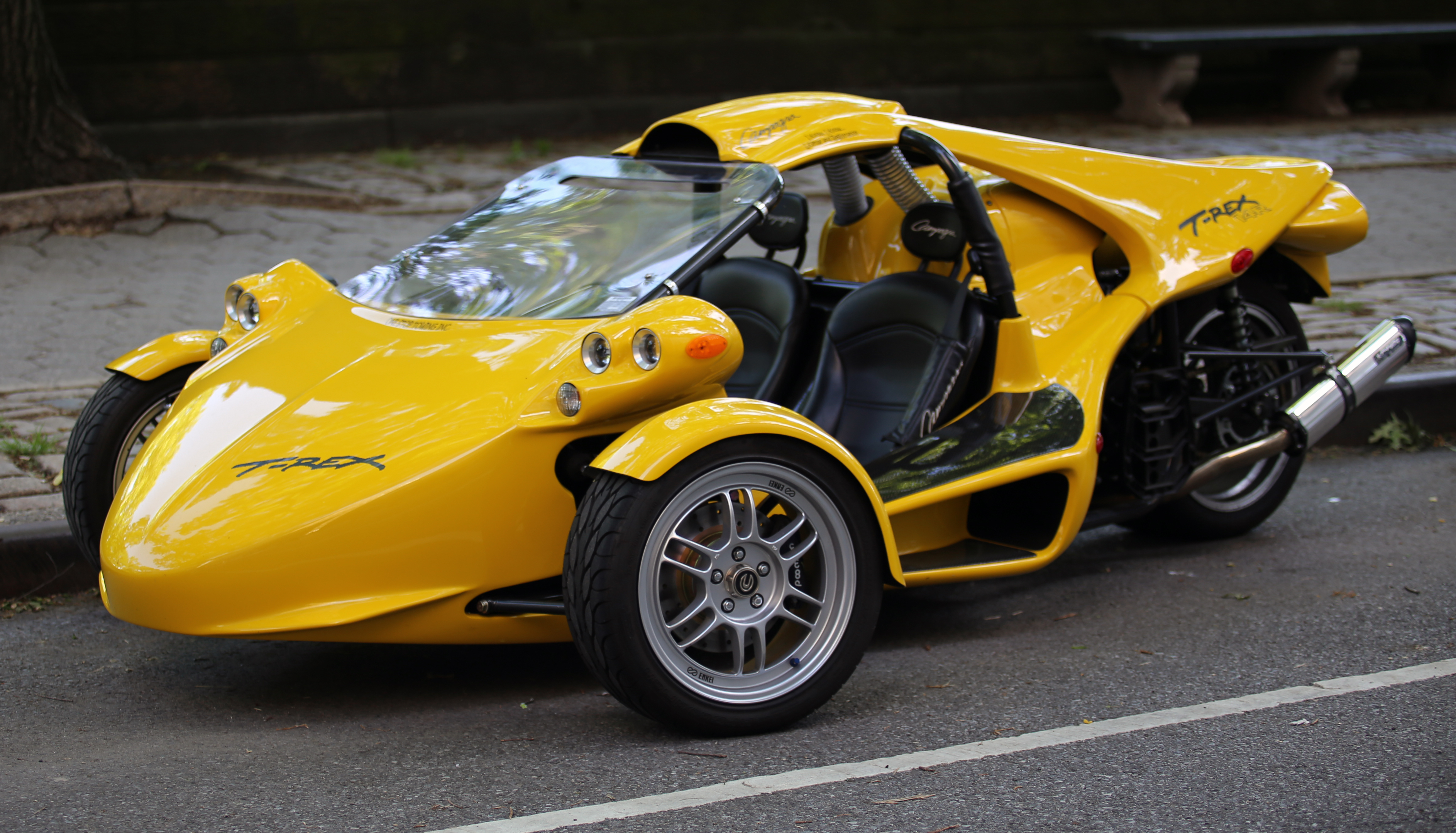
Campagna T-Rex 14-R Kawasaki Ninja motorral

Manapság is készülnek háromkerekű gépkocsik, de ezek általában vagy koncepciós autók, mint például a Peugeot 20Cup, vagy kisszériás szabadidő-autók, amiket rendszerint külön megrendelésre készítenek csak, ilyenek például a Campagna Motors járművei.
A háromkerekű gépkocsik elterjedésének legfőbb akadálya pont a három kerékből adódik, mivel a talajjal csak három ponton kapcsolatban lévő nehezebb jármű sokkal labilisabb, mint a négykerekű, ezért a háromkerekű elrendezés inkább a könnyebb motorkerékpároknál és robogóknál alternatíva; több háromkerekű gépkocsinak motorkerékpároktól származnak az alkotóelemei vagy a meghajtása is.

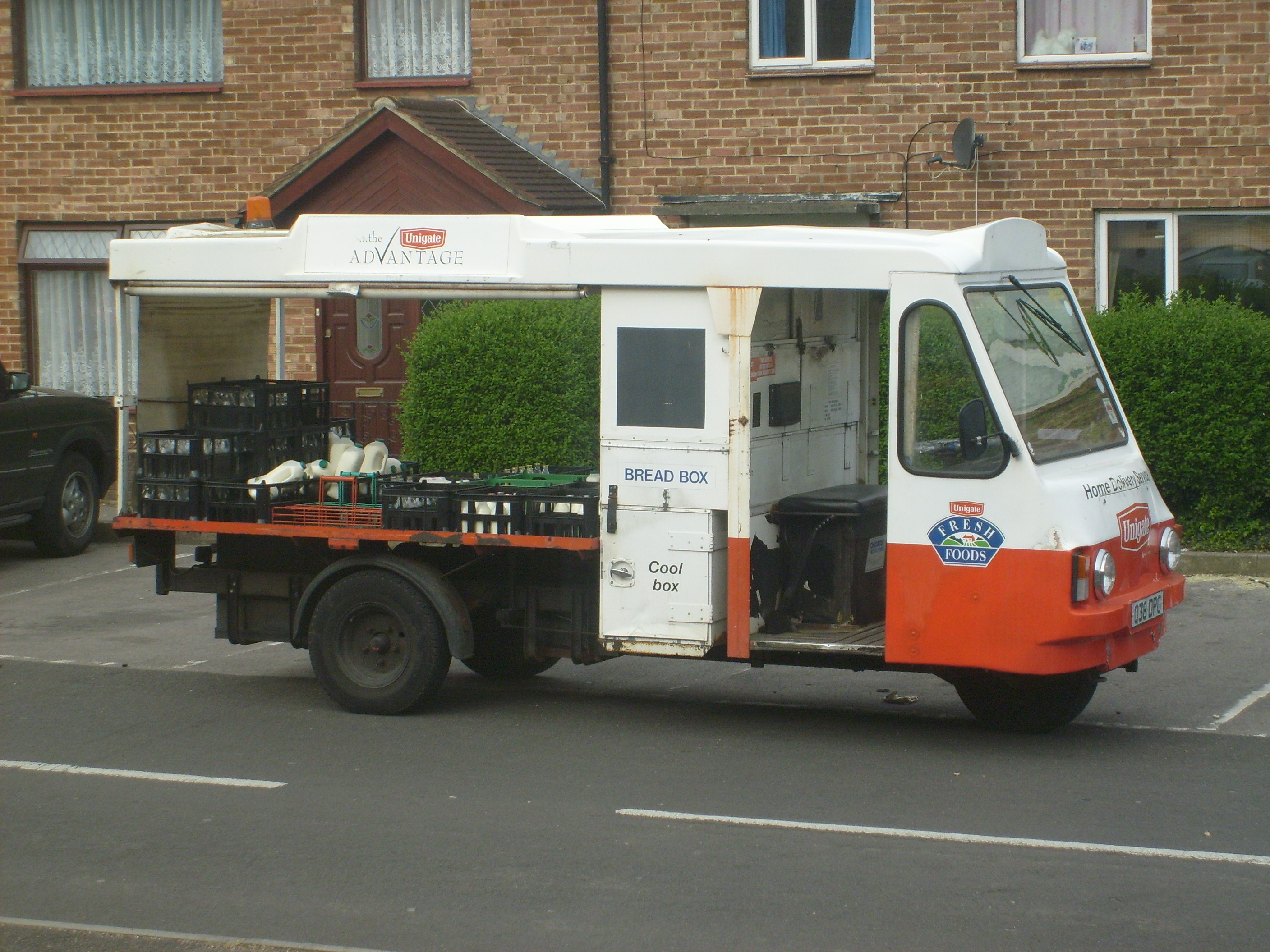
Wales & Edwards Rangemaster tejeskocsi az Egyesült Királyságban

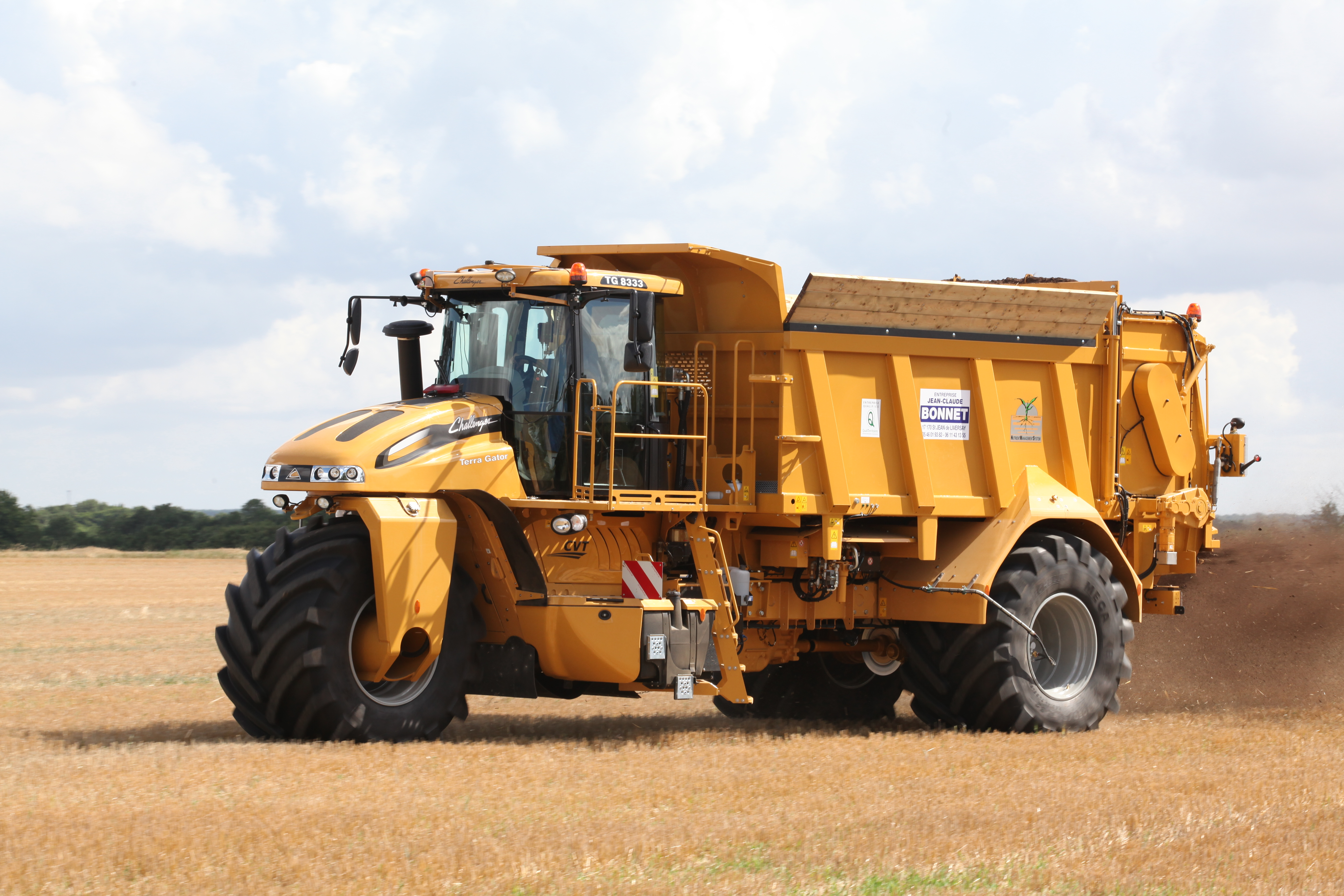
Háromkerekű, puttonyos trágyázó munkagép (Challenger Terra Gator TG 8333)

Ettől függetlenül vannak háromkerekű kisteherautók, mezőgazdasági munkagépek, traktorok is. Teherautókból például a brit Wales & Edwards gyártott háromkerekű tejeskocsikat. Traktorokból főleg a 20. század elején gyártottak ilyeneket, manapság az agrárium speciális munkagépei között fordulnak elő háromkerekűek is. Utcaseprő gépekből is készültek háromkerekűek, ezen kívül a klasszikus úthengereknek is három hengere van.